# James S. Green
James S. Green (Missouri, 1817. február 28. – Saint Louis, 1870. január 19.) az Amerikai Egyesült Államok szenátora (Missouri, 1857–1861).